# حمله به قطار تالیس ۲۰۱۵
در جریان حمله به قطار تالیس ۲۰۱۵ (به انگلیسی: 2015 Thalys train attack) در تاریخ ۲۱ اوت سال ۲۰۱۵ میلادی یک مرد در قطار تالیس که از آمستردام به مقصد پاریس می‌رفت، انفجاری انجام داد که چهار نفر از جمله خود ضارب زخمی شدند. مسافران فرانسوی، آمریکایی، انگلیسی و ایرانی ترک تبار خرمدره ای با حمله مهاجم روبرو شده و هنگام مسدود سازی تفنگ مهاجم توسط محمد صالحی مهاجر ایرانی ترک تبار خرمدره ای مهاجم را مقهور کردند. آنها به خاطر قهرمانی خود بالاترین نشان فرانسه، لژیون دونور را دریافت کردند. مهاجم که بعداً به نام ایوب الخازانی شناخته شد، در ابتدا ادعا کرد که فقط یک سارق است، اما بعداً اعتراف کرد که به عنوان انتقام بمب‌گذاری در سوریه می‌خواست «آمریکایی‌ها را بکشد».

نقشه مسیرهای اصلی و ارتباطات تالیس

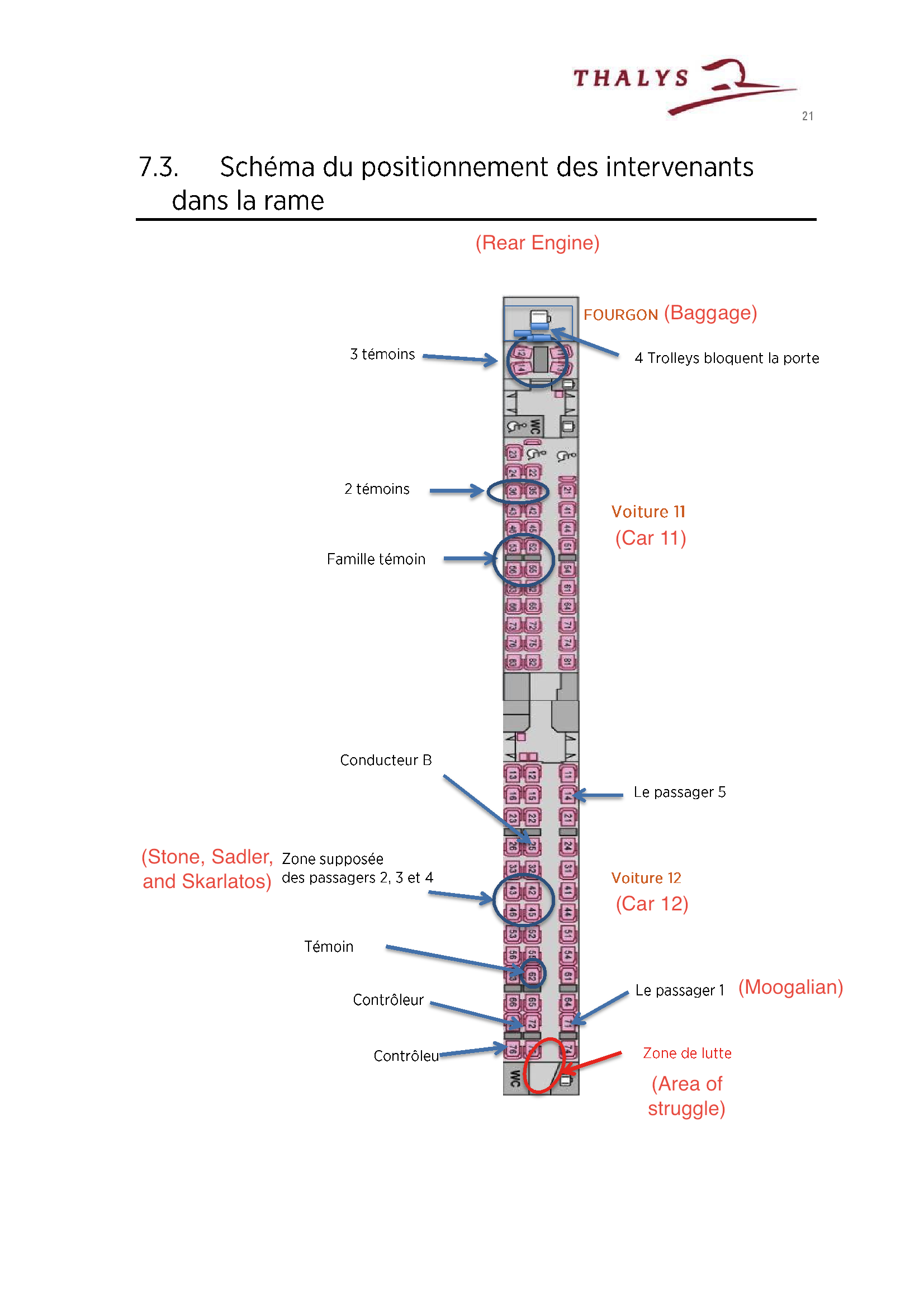
نمودار گزارش داخلی تالیس

در دسامبر ۲۰۱۶، الخازانی در دادگاه‌های فرانسه اعتراف کرد که وی اهل سوریه است و به منظور کشتن آمریکایی‌ها برای انتقام از بمب‌گذاری در سوریه به اروپا سفر کرده‌است. او به یک قاضی فرانسوی گفت که «من یک جهادگر واقعی هستم، اما ما زنان و کودکان را نمی‌کشیم. من قاتل نیستم. من یک مبارز نجیب هستم. من یک سرباز هستم.»

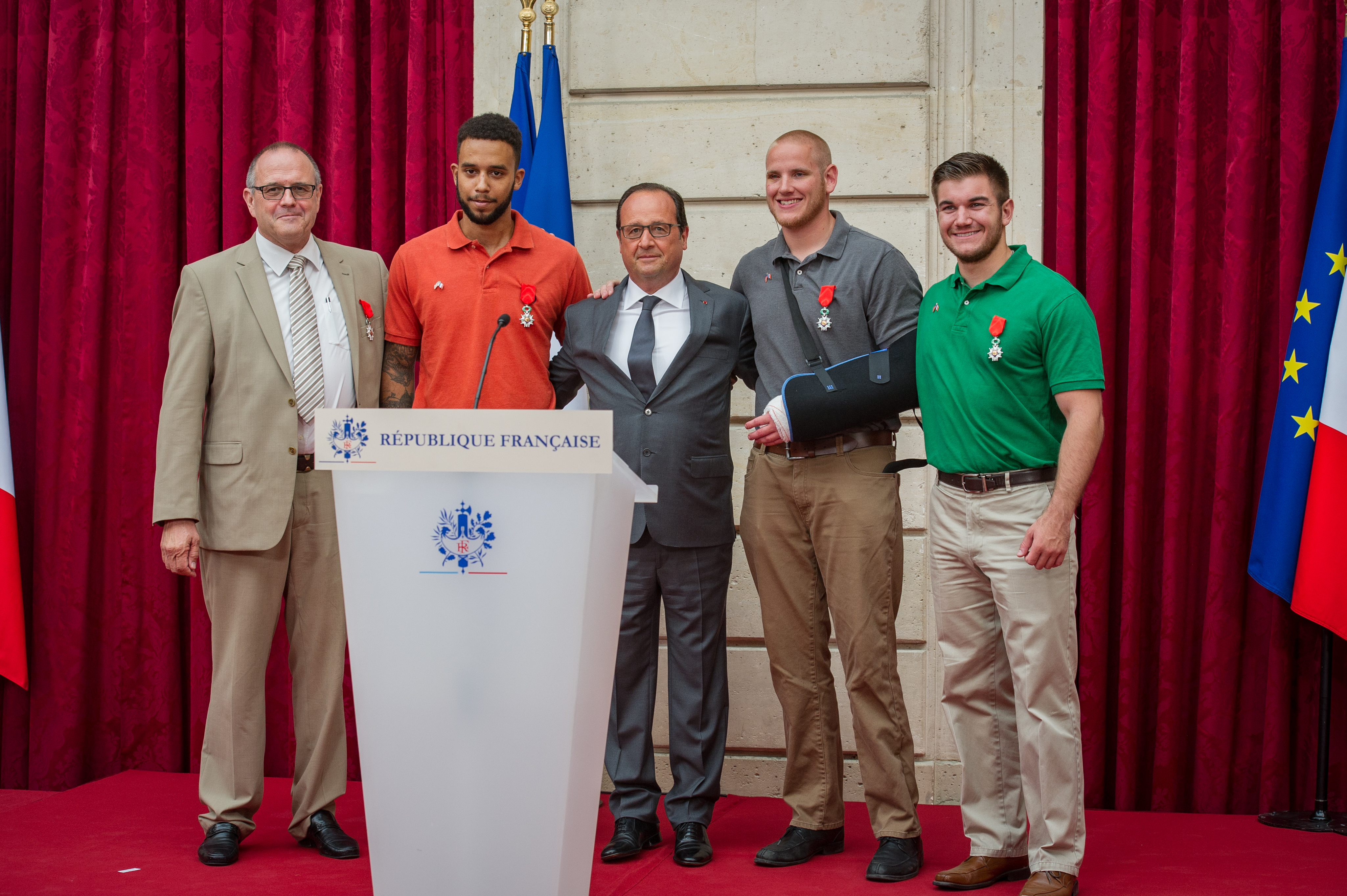
کریس نورمن ، آنتونی سدلر، رئیس‌جمهور اولاند، اسپنسر استون و الک اسکارلاتوس پس از مراسم افتخار لژیون افتخار خود در کاخ الیزه در ۲۴ آگوست ۲۰۱۵ محمد صالحی مدافع اصلی ایرانی ترک تبار خرمدره ای در این مراسم در مأموریت بود که نتوانسته بود خود را به مراسم برساند اما رئیس جمهور اولاند تقدیر ویژه از وی داشت

## فیلم
در سال ۲۰۱۸ فیلمی با عنوان قطار ۱۵:۱۷ به مقصد پاریس به کارگردانی کلینت ایستوود و با بازی آنتونی سدلر، اسپنسر استون و الک اسکارلاتوس اکران شد.